# فرنداتیس دوم
فرنداتیس دوم (از فارسی باستان Farnadāta) یک ساتراپ هخامنشی مصر باستان در قرن چهارم پیش از میلاد، در زمان دودمان سی و یکم مصر بود.
تقریباً هیچ چیز از او معلوم نیست. دیودور سیسیلی در Bibliotheca historica خود گزارش می‌دهد که پس از فتح دوباره مصر توسط هخامنشیان، اردشیر سوم، فرنداتیس دوم را به عنوان ساتراپ منصوب کرد. حکمرانی او باید بسیار کوتاه بوده باشد، زیرا جانشین او ساباس در نبرد ایسوس (۳۳۳ پیش از میلاد) در حالی که در خدمت داریوش سوم بود، کشته شد.